# Aza Rakhmanova
Aza Rakhmanova ou Aza Hassanovna Rakhmanova (en russe : Аза Гасановна Рахманова, en azéri : Aza Həsən qızı Rəhmanova) est une médecin infectiologue et professeure soviétique et russe, spécialiste de l'infection par le VIH et des infections hépatiques.
Elle joue un rôle déterminant dans l'organisation de la prévention et de la lutte contre le Sida, à Saint-Pétersbourg et en Russie, et selon ONUSIDA : « En 1987, [Aza] Rakhmanova a été parmi les premiers spécialistes médicaux à diagnostiquer et traiter les personnes vivant avec le VIH dans l'Union soviétique. À une époque où la peur et l'ignorance sur le VIH étaient courantes, elle a été un défenseur incessant pour le traitement, les soins et le soutien aux personnes vivant avec le VIH fondés sur la compassion et la dignité ». Née à Bakou en 1932, elle est morte en 2015 à Saint-Pétersbourg.

## Biographie

### Enfance
Son père, Hasan Pacha Rakhmanov, est successivement commissaire politique d'une division de l'infanterie azerbaïdjanaise, commissaire du peuple à la culture de la RSS d'Azerbaïdjan, responsable politique de la Compagnie des paquebots de la Caspienne et premier secrétaire du comité régional du Nakhitchevan du parti communiste (bolchevik) de l'Azerbaïdjan,. Il est arrêté en 1937, et meurt un an plus tard en prison. La répression frappe aussi ses frères, Oussein Rakhmanov, ancien premier vice-président du comité central des Komsomols de l'URSS et président du Conseil des commissaires du peuple de la RSS d'Azerbaïdjan et Latif Rakhmanov. 
Sa mère, Khavve-Hanoum Rakhmanova, est médecin et enseigne comme maître de conférence dans les années 1950 à Semipalatinsk.
En 1941, la famille d'Aza Rakhmanova est exilée dans la région de l'Altaï, et de là, dans le Kazakhstan. Aza Rakhmanova est élève à Semipalatinsk, où enseignent des professeurs de l'université d'État de Moscou également exilés, et pour l'histoire l'écrivaine Galina Serebriakova. Quand celle-ci est emprisonnée à nouveau sur dénonciation, Aza Rakhmanova organise dans son école une « société des jeunes en lutte » qui prend la défense de l'enseignante. Impressionnée par la lecture des livres de Benjamin Kaverine « Открытая книга » (Livre ouvert) et « Доктор Власенкова » (Le Docteur Vlasenkova), elle rêve de devenir médecin-infectiologue.

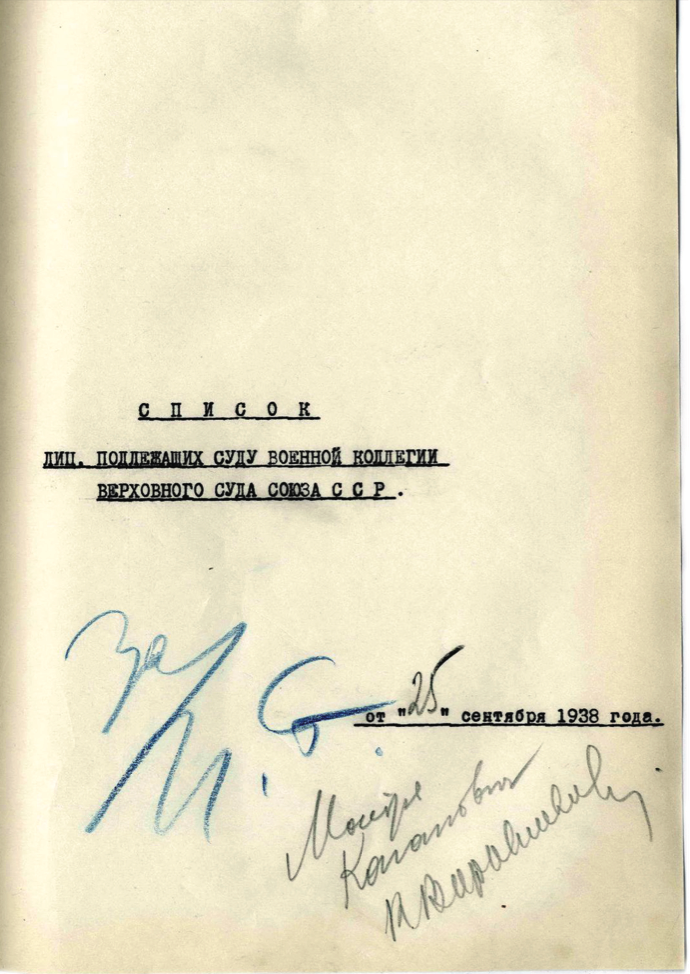
Ordre d'arrestation du père d'Aza Rakhmanova paraphé par Staline

### Formation et activité professionnelle
En 1949, Aza Rakhmanova entre à la première faculté de médecine de Leningrad (Ivan Petrovitch Pavlov) et en est diplômée avec mention en 1955. Elle est ensuite deux ans interne avec comme spécialité les maladies infectieuses. Elle poursuit son internat au Kazakhstan, où elle travaille en 1958 et 1959 comme assistante au département des maladies infectieuses à l'Institut médical d’État de Semipalatinsk.
En octobre 1959, elle revient avec sa mère et ses sœurs à Bakou, où elle exerce jusqu'en 1965 et soutient une thèse sur les formes anictériques et atténuées de la maladie de Botkine. Elle retourne en 1965 à Leningrad, où elle poursuit sa carrière et soutient une thèse de doctorat consacrée au coma hépatique lors d'une hépatite virale, et devient titulaire de la chaire des maladies infectieuses en 1982. En 1986 elle est nommée médecin spécialiste en chef pour les maladies infectieuses au comité de la santé publique de Leningrad, et se consacre notamment à une réorganisation multidisciplinaire des soins. Elle prend également la responsabilité du département des maladies infectieuses à l'Institut de perfectionnement des médecins de Leningrad, qui sous sa direction (1986 - 2000) acquiert une position de leader en Russie pour le VIH et les hépatites virales.
Elle poursuit ensuite ses enseignements dans d'autres institutions, notamment l'université de médecine de Saint-Pétersbourg, et, à partir de septembre 2008, contribue aux travaux scientifiques du centre de prévention et de lutte contre le sida et les maladies infectieuses de Saint-Pétersbourg en tant que médecin chef adjoint.
Aza Rakhmanova se préoccupe tout au long de son parcours professionnel de l'organisation du système de santé, et met en place ou contribue à la mise en place de nouvelles structures de soin ou de prévention :
- une plate forme "SIDA - Indicateurs de la maladie" réunissant les différentes institutions de Saint-Pétersbourg et de la région de Leningrad travaillant sur le SIDA et les hépatites virales (1987) ;
- un service de consultation pour les personnes infectées par le VIH à l'Hôpital Blotkine (1987) et un service chirurgical (1988) ;
- le centre clinique d'Oust-Irojé de l'Hôpital républicain de Saint-Pétersbourg (1991), qui accueille également un centre de ressources et de soins pour les femmes enceintes et les enfants vivant avec le VIH (1999) ;
- le centre de prévention et de lutte de contre le sida et les maladies infectieuses de Saint-Pétersbourg (1998) ;
- un service de suivi socio-médical à l'Hôpital Blotkine (1998) ;
- un centre d'hépatologie à l'Hôpital n°10 (1999) et un service chirurgical (2000) ;
- le registre des hépatites virales chroniques (2000) ;
- un centre de soin de malades du sida à l'hôpital n°10, faisant du centre de prévention et de lutte contre le sida et les maladies infectieuses de Saint-Pétersbourg le seul en Russie à disposer d'une unité hospitalière.

### Activité scientifique et éditoriale
Aza Rakhmanova a encadré 17 doctorats (Doktor Naouk) et 55 thèses (Kandidat naouk) en sciences de la santé ,. Elle est l'auteur de 11 ouvrages, de 7 manuels, d'environ 50 communications et de plus de 330 articles de journaux.Elle a été rédactrice en chef de la revue «СПИД. Секс. Здоровье» (SIDA. Sexe. Santé),, paraissant à Saint-Pétersbourg depuis 1991, seul périodique en Russie sur le VIH/sida, et rédactrice en chef adjointe de la revue «ВИЧ-инфекция и иммуносупрессии»(Infection par le VIH et immunosuppression). 
Elle était également membre de l'Académie internationale des sciences de l'écologie et la protection de la vie de Saint-Pétersbourg, de la New York Academy of Sciences (1997) et des sociétés savantes de Saint-Pétersbourg, du Turkménistan et d'Azerbaïdjan.

### Autres activités
Aza Rakhmanova a été :
- membre de la commission interministérielle contre la drogue placée auprès du délégué du président de la fédération de Russie dans le district fédéral du Nord-Ouest;
- conseillère du Gouverneur de Saint-Pétersbourg pour les questions de sida ;
- membre du comité d'experts du ministère fédéral de la santé pour les questions de sida ;
- membre de l'Association internationale des médecins pour la prévention de la guerre nucléaire.

## Prix et récompenses
- Médaille de l'ordre des mérites devant la Patrie, 2e degré (2013).
- Acteur émérite de la science de la fédération de Russie (1998)[20].
- Insigne d'excellence de la santé de l'URSS (1986).
- Docteur honoris causa de l'académie médicale postdoctorale de l'éducation de Saint-Pétersbourg (2002).
- Diplôme spécial de l'UNICEF pour sa contribution à la prévention et au traitement de l'infection à VIH chez les femmes enceintes et les enfants (2008).
- Reconnaissance du ministère de la Santé de la fédération de Russie (1992).
- Reconnaissance du Gouverneur de Saint-Pétersbourg (2010).
- Médaille du mérite de Saint-Pétersbourg (2013)[21].

Signalons également la déclaration suivante de Michel Sidibé, directeur exécutif d'ONUSIDA :
« Aza Rakhmanova était une incroyable spécialiste qui a donné l'espoir, la santé et la dignité à des milliers de personnes affectées par le VIH. Je me souviendrai toujours de sa passion, de sa bonté et de sa compassion».

## Famille
D'un premier mariage avec Nicolas Vinogradov, nait Elena N. Vinogradov (1955-2007), docteur en sciences médicales, professeure, première directrice en Russie d'un centre de prévention et de lutte contre le sida et les maladies infectieuses. Ses petites-filles Tatiana et Anna Vinogradova sont également médecins. Elle se remarie avec Evgueni Borisov (1925-2014), ancien capitaine de 1er rang, ayant servi dans la Flottille de la Caspienne de la marine soviétique. Sa sœur, Tamilla Gasanovna Nedochivina (1934-1998), fut directrice de la maison d'édition « Прогресс-Погода », poétesse, travailleuse émérite de la culture de la fédération de Russie.